# Liste des édifices labellisés « Patrimoine du XXe siècle » de Lyon
La liste des édifices labellisés « Patrimoine du xxe siècle » de Lyon recense les édifices ayant reçu le label « Patrimoine du xxe siècle » dans la ville de Lyon dans le Rhône en France. Au 27 mai 2013, ils sont au nombre de quarante-trois.

## Liste
| Monument | Adresse | Coordonnées                      | Notice         | Protection        | Date         | Illustration |
| --- | --- | -------------------------------- | -------------- | ----------------- | ------------ | --- |
| École de tissage | 1er arrondissement | 45° 46′ 09″ nord, 4° 49′ 14″ est |                | Inscrit MH (1991) | 10 mars 2003 | École de tissage |
| Cité Perrache | 36, 37, 38, 39 quai Perrache ; 28, 34 cours Bayard ; 37, 39, 41, 43 rue Casimir-Périer ; 63, 65, 67, 69, 71, 73, 75 rue Delandine 2e arrondissement | 45° 44′ 31″ nord, 4° 49′ 26″ est | « IA69000393 » |                   | 10 mars 2003 | Image manquante Téléverser |
| Hôtel Terminus (hôtel Château Perrache) (voir Hôtel Terminus) | 2e arrondissement | 45° 44′ 58″ nord, 4° 49′ 29″ est | « IA69001023 » | Classé MH (1997)  | 10 mars 2003 | Hôtel Terminus (hôtel Château Perrache)(voir Hôtel Terminus) |
| Immeuble des soieries Rosset au 9 quai Jean-Moulin | 1er arrondissement | 45° 45′ 59″ nord, 4° 50′ 16″ est |                |                   | 10 mars 2003 | Immeuble des soieries Rosset au 9 quai Jean-Moulin |
| Parc de la Cerisaie | 4e arrondissement | 45° 46′ 34″ nord, 4° 48′ 54″ est | « PA69000053 » | Inscrit           | 2015         | Parc de la Cerisaie |
| Poste centrale | Place Antonin-Poncet 2e arrondissement | 45° 45′ 18″ nord, 4° 50′ 03″ est | « EA69141244 » |                   | 10 mars 2003 | Poste centrale |
| Bourse du travail | 3e arrondissement | 45° 45′ 33″ nord, 4° 50′ 54″ est | « PA00118106 » | Inscrit MH (1989) | 10 mars 2003 | Bourse du travail |
| Café du Rhône | 3e arrondissement | 45° 45′ 29″ nord, 4° 50′ 28″ est |                | Inscrit MH (1984) | 10 mars 2003 | Café du Rhône |
| Villa Berliet | 3e arrondissement | 45° 44′ 32″ nord, 4° 53′ 32″ est | « PA00118109 » | Inscrit MH (1989) | 10 mars 2003 | Villa Berliet |
| Hôpital Édouard-Herriot | 3e arrondissement | 45° 44′ 38″ nord, 4° 52′ 56″ est | « PA00117813 » | Inscrit MH (1967) | 10 mars 2003 | Hôpital Édouard-Herriot |
| Home Lacassagne (home des infirmières) | 3e arrondissement | 45° 44′ 42″ nord, 4° 53′ 21″ est |                |                   | 10 mars 2003 | Image manquante Téléverser |
| Immeuble de l'ancien garage Atlas | 3e arrondissement | 45° 45′ 43″ nord, 4° 50′ 44″ est | « EA69141245 » |                   | 10 mars 2003 | Immeuble de l'ancien garage Atlas |
| Manufacture des tabacs | 3e arrondissement | 45° 44′ 53″ nord, 4° 52′ 56″ est | « EA69141246 » |                   | 10 mars 2003 | Manufacture des tabacs |
| Auditorium Maurice-Ravel | 3e arrondissement | 45° 45′ 42″ nord, 4° 51′ 10″ est |                |                   | 10 mars 2003 | Auditorium Maurice-Ravel |
| Immeubles Zumbrunnen | 3e arrondissement | 45° 45′ 48″ nord, 4° 51′ 00″ est |                |                   | 10 mars 2003 | Image manquante Téléverser |
| Jardin Rosa Mir | 4e arrondissement | 45° 46′ 50″ nord, 4° 49′ 55″ est | « PA00117880 » | Inscrit MH (1987) | 10 mars 2003 | Jardin Rosa Mir |
| Théâtre de la Croix-Rousse | 4e arrondissement | 45° 46′ 51″ nord, 4° 50′ 00″ est | « EA69141247 » |                   | 10 mars 2003 | Théâtre de la Croix-Rousse |
| Villa Gillet | 4e arrondissement | 45° 46′ 26″ nord, 4° 49′ 04″ est | « EA69141248 » |                   | 10 mars 2003 | Villa Gillet |
| Palais Bondy | 5e arrondissement | 45° 45′ 56″ nord, 4° 49′ 44″ est | « EA69141249 » |                   | 10 mars 2003 | Palais Bondy |
| Externat Sainte-Marie (ancien couvent) | 5e arrondissement | 45° 45′ 55″ nord, 4° 49′ 35″ est |                |                   | 10 mars 2003 | Image manquante Téléverser |
| Immeuble Les Cèdres | 44 rue de la Favorite 5e arrondissement | 45° 45′ 25″ nord, 4° 48′ 33″ est | « EA69141251 » |                   | 10 mars 2003 | Immeuble Les Cèdres |
| Musée gallo-romain de Fourvière | 5e arrondissement | 45° 45′ 37″ nord, 4° 49′ 12″ est | « EA69141250 » |                   | 10 mars 2003 | Musée gallo-romain de Fourvière |
| Brasserie des Brotteaux | 6e arrondissement | 45° 46′ 04″ nord, 4° 51′ 31″ est | « EA69141252 » |                   | 10 mars 2003 | Brasserie des Brotteaux |
| Gare de Lyon-Brotteaux | 6e arrondissement | 45° 46′ 02″ nord, 4° 51′ 35″ est | « PA00117809 » | Classé MH (1982)  | 10 mars 2003 | Gare de Lyon-Brotteaux |
| Palais de Flore (immeuble) | 6e arrondissement | 45° 45′ 54″ nord, 4° 51′ 30″ est |                |                   | 10 mars 2003 | Palais de Flore(immeuble) |
| Monument aux morts de l'île du Souvenir Parc de la Tête d'Or | 6e arrondissement | 45° 46′ 50″ nord, 4° 51′ 07″ est | « PA00117982 » | Inscrit MH (1982) | 10 mars 2003 | Monument aux morts de l'île du SouvenirParc de la Tête d'Or |
| Lycée du Parc | 6e arrondissement | 45° 46′ 18″ nord, 4° 51′ 26″ est |                |                   | 10 mars 2003 | Lycée du Parc |
| Halle Tony-Garnier (anciens abattoirs de la Mouche) | 7e arrondissement | 45° 43′ 48″ nord, 4° 49′ 30″ est | « PA00117810 » | Classé MH (1982)  | 10 mars 2003 | Halle Tony-Garnier(anciens abattoirs de la Mouche) |
| Cité de Gerland | 7e arrondissement | 45° 43′ 45″ nord, 4° 50′ 08″ est |                |                   | 10 mars 2003 | Image manquante Téléverser |
| Groupe scolaire Aristide-Briand | 7e arrondissement | 45° 43′ 44″ nord, 4° 49′ 57″ est | « EA69141253 » |                   | 10 mars 2003 | Groupe scolaire Aristide-Briand |
| Piscine du Rhône | 7e arrondissement | 45° 45′ 13″ nord, 4° 50′ 16″ est | « EA69141224 » |                   | 10 mars 2003 | Piscine du Rhône |
| Stade de Gerland | 7e arrondissement | 45° 43′ 25″ nord, 4° 49′ 57″ est | « PA00117986 » | Inscrit MH (1967) | 10 mars 2003 | Stade de Gerland |
| Palais des sports | 7e arrondissement | 45° 43′ 26″ nord, 4° 49′ 41″ est |                |                   | 10 mars 2003 | Palais des sports |
| Garage Citroën | 7e arrondissement | 45° 45′ 04″ nord, 4° 50′ 25″ est | « PA00118153 » | Inscrit MH (1992) | 10 mars 2003 | Garage Citroën |
| Immeuble Rostagnat | 7e arrondissement | 45° 44′ 52″ nord, 4° 50′ 49″ est |                |                   | 10 mars 2003 | Image manquante Téléverser |
| Four crématoire du nouveau cimetière de la Guillotière | 8e arrondissement | 45° 44′ 12″ nord, 4° 51′ 20″ est |                |                   | 10 mars 2003 | Four crématoire du nouveau cimetière de la Guillotière |
| Les États-Unis | 8e arrondissement | 45° 43′ 57″ nord, 4° 51′ 54″ est | « EA69141254 » |                   | 10 mars 2003 | Les États-Unis |
| Villa Lumière | 8e arrondissement | 45° 44′ 42″ nord, 4° 52′ 15″ est | « PA00117993 » | Inscrit MH (1986) | 10 mars 2003 | Villa Lumière |
| Clinique Auguste-Lumière | 8e arrondissement | 45° 44′ 34″ nord, 4° 51′ 55″ est |                |                   | 10 mars 2003 | Clinique Auguste-Lumière |
| La Duchère : - tour panoramique ; - immeuble Les Érables ; - église Notre-Dame-de-Balmont (désaffectée puis occupée par le Ciné Duchère) ; - église Notre-Dame-du-Monde-Entier ; - château d'eau. | 9e arrondissement | 45° 47′ 11″ nord, 4° 47′ 42″ est | « EA69141255 » |                   | 10 mars 2003 | La Duchère : * tour panoramique ; * immeuble Les Érables ; * église Notre-Dame-de-Balmont (désaffectée puis occupée par le Ciné Duchère) ; * église Notre-Dame-du-Monde-Entier ; * château d'eau. |
| Église Notre-Dame-de-l'Annonciation | 9e arrondissement | 45° 46′ 44″ nord, 4° 48′ 15″ est | « EA69141256 » |                   | 10 mars 2003 | Image manquante Téléverser |
| Immeuble Cateland ("Le Gratte-ciel") | 9e arrondissement | 45° 46′ 39″ nord, 4° 48′ 27″ est | « PA00118140 » | Inscrit MH (1991) | 10 mars 2003 | Immeuble Cateland("Le Gratte-ciel") |
| Villa de madame Garnier | 5 rue de la Mignonne 9e arrondissement | 45° 47′ 51″ nord, 4° 49′ 40″ est |                | Inscrit MH (1991) | 10 mars 2003 | Villa de madame Garnier |
| Villa de Mlle Bachelard, par Tony Garnier | 7 rue de la Mignonne 9e arrondissement | 45° 47′ 51″ nord, 4° 49′ 40″ est |                | Inscrit MH (1991) | 10 mars 2003 | Villa de Mlle Bachelard, par Tony Garnier |
| Chais Beaucairois (cinéma Pathé) | 9e arrondissement | 45° 47′ 15″ nord, 4° 48′ 42″ est |                | Inscrit MH (1991) | 10 mars 2003 | Chais Beaucairois(cinéma Pathé) |
| Immeuble Barioz | 6e arrondissement | 45° 45′ 58″ nord, 4° 50′ 30″ est |                |                   | 2002         | Immeuble Barioz |

## Sources
- [PDF] « Label patrimoine du XXe siècle Région Rhône-Alpes », sur culturecommunication.gouv.fr, 27 mai 2013